# Antoine César Becquerel
Antoine César Becquerel (Chatillon sur LoCrea (nu Châtillon-Coligny), 7 maart 1788 - Parijs, 18 januari 1878) was een Franse natuurkundige en een pionier in het bestuderen van elektrische en lichtgevende fenomenen.
Hij was de vader van de fysicus Alexandre-Edmond Becquerel en grootvader van de fysicus Antoine Henri Becquerel. In 1837 kreeg hij de Copley Medal. Hij is een van de 72 Fransen wier namen in reliëf op de Eiffeltoren zijn aangebracht.

## Werken
- Eléments de physique terrestre et de météorologie, Parijs, Firmin Didot, 1847.
- Des forces physico-chimiques et de leur intervention dans la production des phénomènes naturels, Parijs, Didot, 1875.

1. ↑  Award winners : Copley Medal. Royal Society. Geraadpleegd op 30 december 2018.
2. ↑  Complete List of Royal Society Fellows 1660-2007; pagina('s): 29.
3. ↑  https://www.toureiffel.paris/fr/le-monument/tour-eiffel-et-sciences.